# Compagnie internationale des wagons-lits
Pour les articles homonymes, voir CWL.
 (novembre 2018).
La Compagnie internationale des wagons-lits (CIWL), en forme longue la Compagnie internationale des wagons-lits et des grands express européens puis la Compagnie internationale des wagons-lits et du tourisme (CIWLT), appellation souvent abrégée en les Wagons-Lits, est une entreprise française d'origine belge, créée en 1872, prestataire de services dans le domaine ferroviaire : hôtellerie ferroviaire (voitures-lits et couchettes) mais aussi restauration à bord (voiture-restaurant, restauration à la place, voiture-bar et mini-bar) et à terre (buffet de gare). 
Présente à l'origine dans de nombreux pays, elle s'est recentrée ces dernières années sur l'Europe mais va connaître de nouveau une implantation mondiale grâce à sa filiatisation récente. Elle jouit notamment du monopole de la restauration ferroviaire en Italie ou Autriche et assure, entre autres, la restauration sur les TGV et Intercités de la SNCF, les rapides AVE de la Renfe (Chemins de fer espagnols) sur la nouvelle ligne Madrid-Barcelone et poursuit sa mission d'origine : le service à bord de la grande majorité des wagons-lits européens. Le groupe Accor n'est plus son actionnaire majoritaire à la suite de la revente de ses parts au groupe Newrest.

## De 1872 à 1945

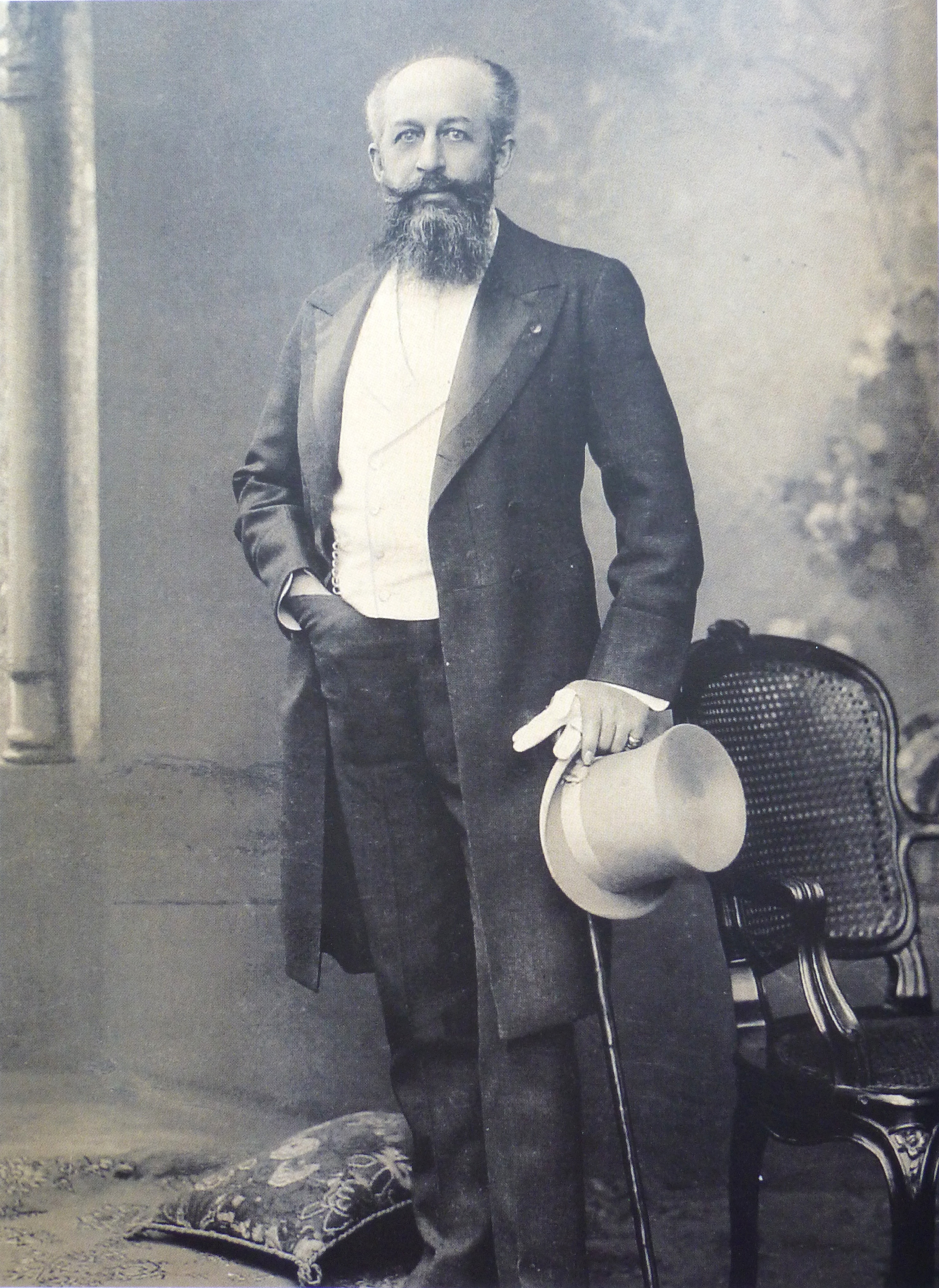
Georges Nagelmackers.

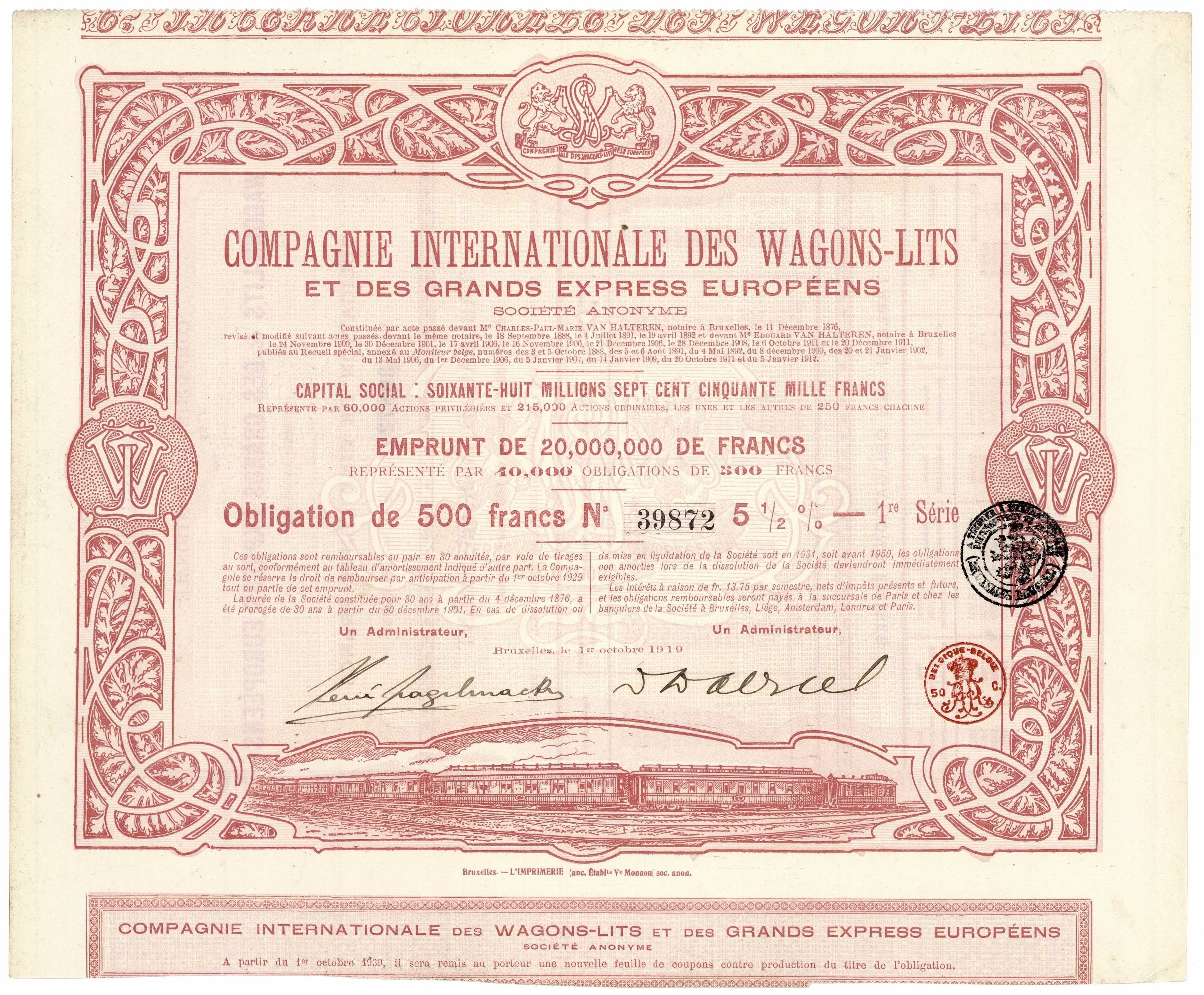
Obligation de la Comp. Internationale des Wagons-Lits et des Grands Express Européens S.A. en date d'octobre 1919.

Cette société fut fondée en 1872 par l'homme d'affaires liégeois, Georges Nagelmackers. S'inspirant du modèle des trains de nuit lancés aux États-Unis par la société du colonel Pullman, avec lequel il s'associa dans les premiers temps, il fit construire les premières voitures-lits et voitures-restaurant d'Europe, et lança en 1883 le grand express d'Orient entre Paris et Constantinople, qui devient le fameux Orient-Express et le Rome-Express entre Calais et Rome, via Paris.

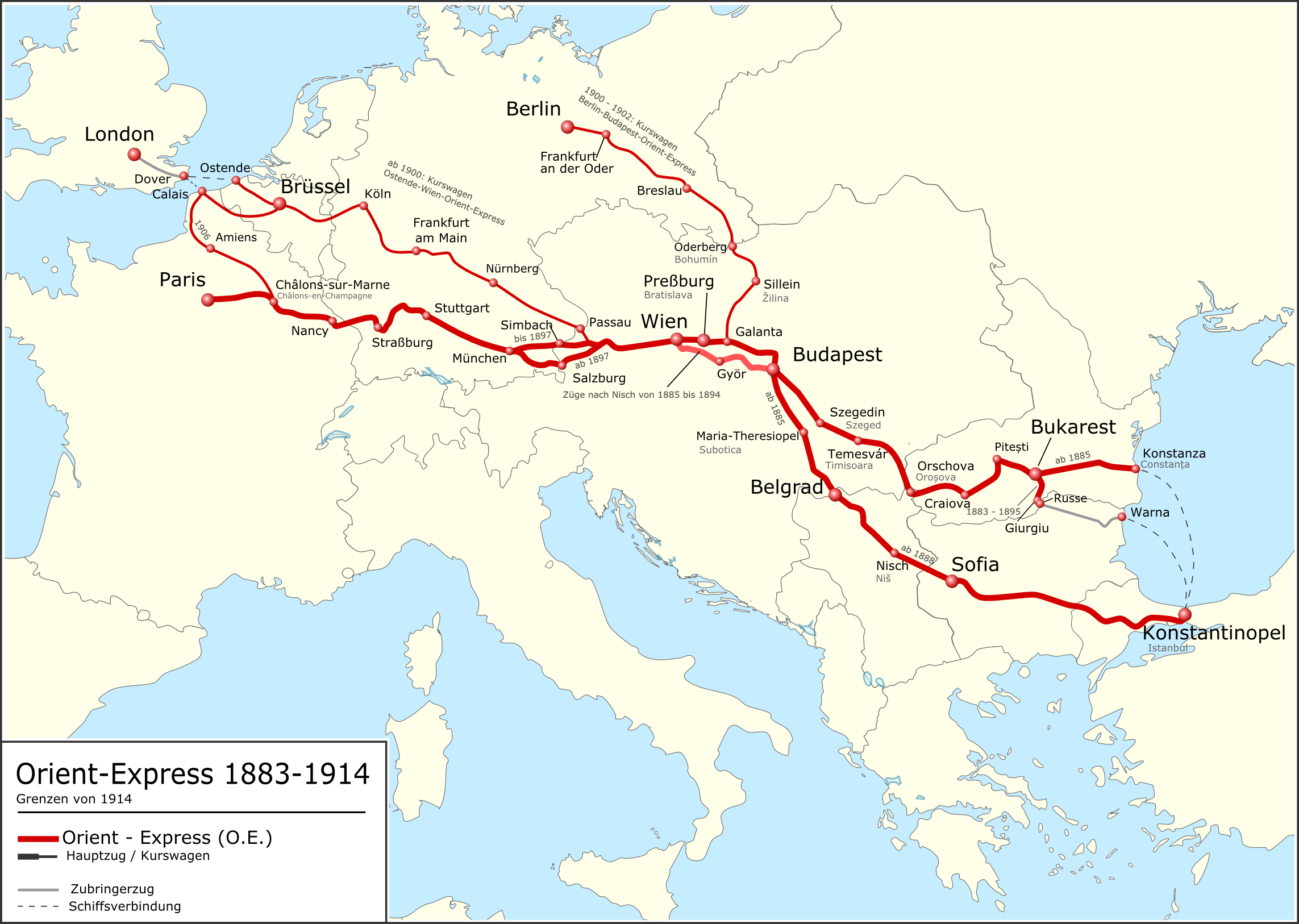
Les routes de l’Orient-Express, 1883-1914.

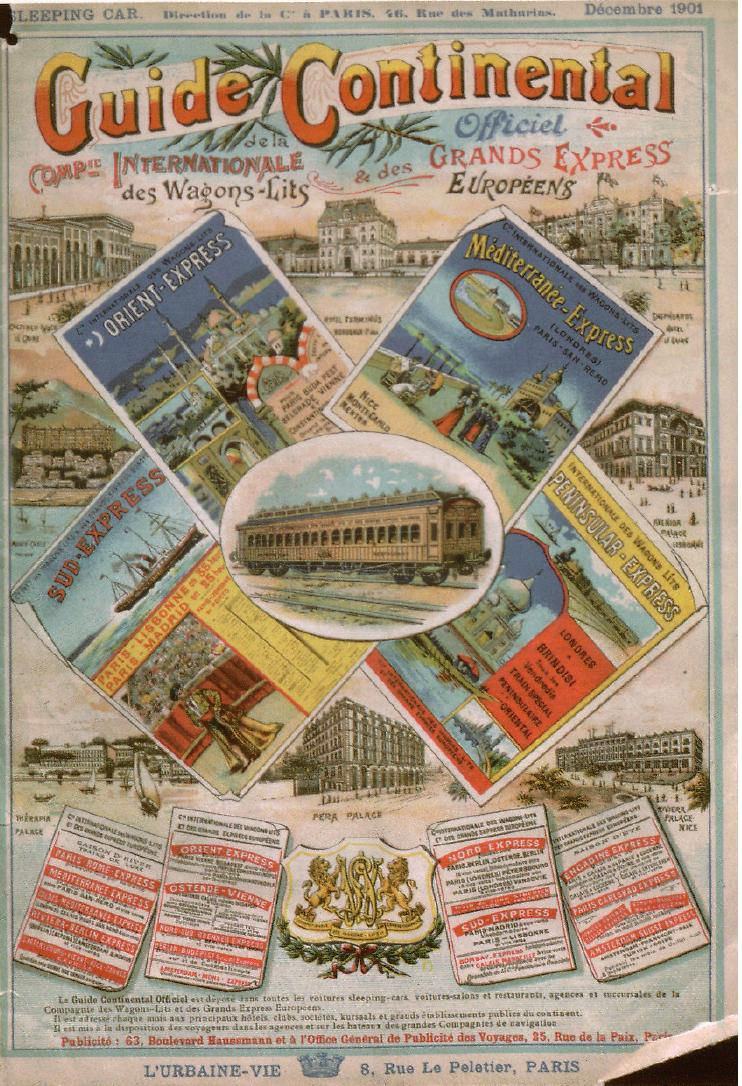
Le guide continental de la Compagnie internationale des wagons-lits, décembre 1901.

En 1883, la société prend le nom de « Compagnie internationale des wagons-lits et des grands express européens », et adopte le célèbre monogramme aux deux lions. Si le siège est alors à Bruxelles, le centre nerveux de la compagnie est à Paris, ce qui justifie la construction d’un immeuble, au 40, rue de l'Arcade, dans un style flamand à pignons inhabituel à Paris (abandonné par la compagnie, il est toujours visible, avec son horloge typique et un moulage aux lettres W-L de « wagons-lits », à l'angle de la rue de l’Arcade et de la rue des Mathurins). Le bâtiment abrite aujourd’hui une partie des locaux de l’école supérieure d’hôtellerie Luxury Hotelschool Paris.
L'ambition de Nagelmackers est de créer un réseau international de trains de luxe, évitant les changements aux frontières. C'est un précurseur visionnaire des voyages modernes.

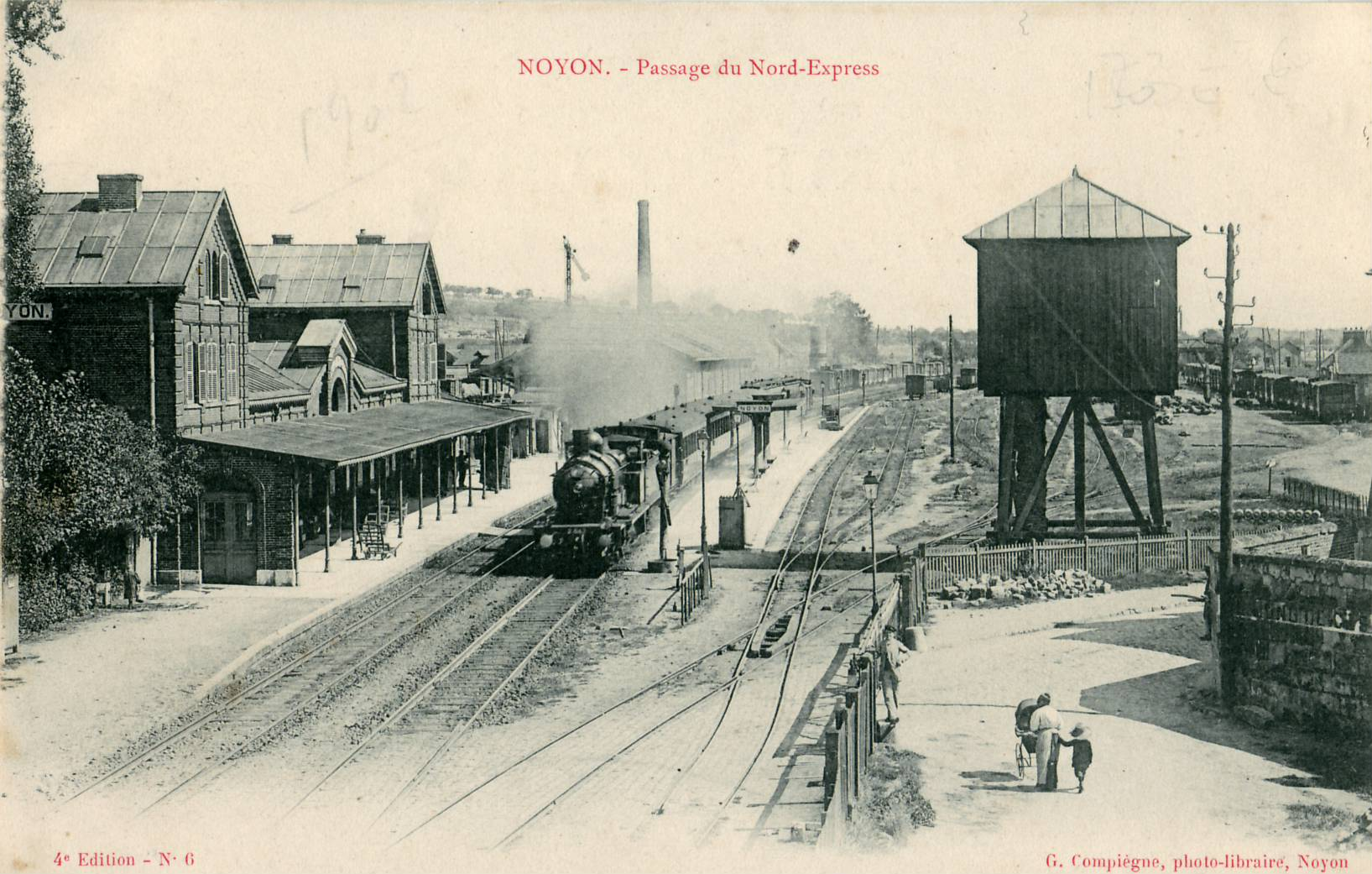
Le Nord-Express passe sans s'arrêter en gare de Noyon, au début du XXe siècle.

Au fil des ans, il lancera le Sud-Express de Paris vers Madrid et Lisbonne, le Nord-Express vers la Scandinavie, la Pologne et la Russie, le Transsibérien de Moscou vers la Chine et le Japon par la Sibérie. Il crée même la première chaîne hôtelière pour ses voyageurs, « Les Grands Hôtels des Wagons-Lits », dont un exemplaire demeure à Paris, sous la forme de la banque HSBC au 103-107, Champs-Élysées. Après la mort du fondateur, son œuvre perdure.
En 1926, afin d'assurer pour les trains de jours le même confort que les wagons-lits de nuit, est imaginé le wagon-salon-Pullman, sorte « d'appartement de luxe roulant », où les repas sont servis à la place même du voyageur, lui évitant d'avoir à se déplacer au wagon-restaurant. Les petites lampes roses sur les tables marquent d'un style « Années folles » le « Pullman ». Des trains entiers sont formés de ces voitures, « La Flèche d'or » Paris-Calais, qui a son pendant côté britannique, la « Golden Arrow », de Douvres à Londres et bien d'autres encore, mais certaines sont incorporées dans des trains à la composition panachée. Les toutes dernières voitures Pullman vont circuler jusqu'en 1971.
La Compagnie des wagons-lits, puis le groupe Accor, décident de baptiser leurs établissements haut-de-gamme du nom d’Hôtels Pullman, a priori car la marque Pullman qui appartenait aux Wagons-Lits (et donc à Accor) risquait de tomber dans le domaine public en raison d’une trop longue période d’inutilisation.
En 1930, une association avec Cook est créée pour former le premier réseau mondial d'agences de voyages sous le nom de « Wagons-Lits/Cook ». La compagnie est de nouveau un précurseur. Cet attelage tient plus de soixante ans jusqu'au rachat par Accor et à la vente des agences à un groupe américain qui les commercialise sous le nom de « Carlson-Wagon-Lit ».
En 1936, est créé le premier train direct Paris-Londres, le « Train-Ferry », composé de wagons-lits spéciaux pouvant être embarqués sur le transbordeur Dunkerque-Douvres et circuler sur le réseau britannique, d'un gabarit plus étroit que le continental. Ce train, dont le service est interrompu pendant la Seconde Guerre mondiale, circule jusqu'à la fin des années 1980, sous le nom de « Night Ferry », jusqu'à ce que le vieillissement de son matériel l'oblige à « quitter la scène ». Une décennie plus tard, son successeur, l'Eurostar prend le relais en passant sous la mer.

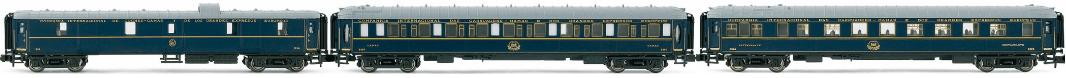
L'Orient-Express vers 1930.

## De 1945 à aujourd’hui

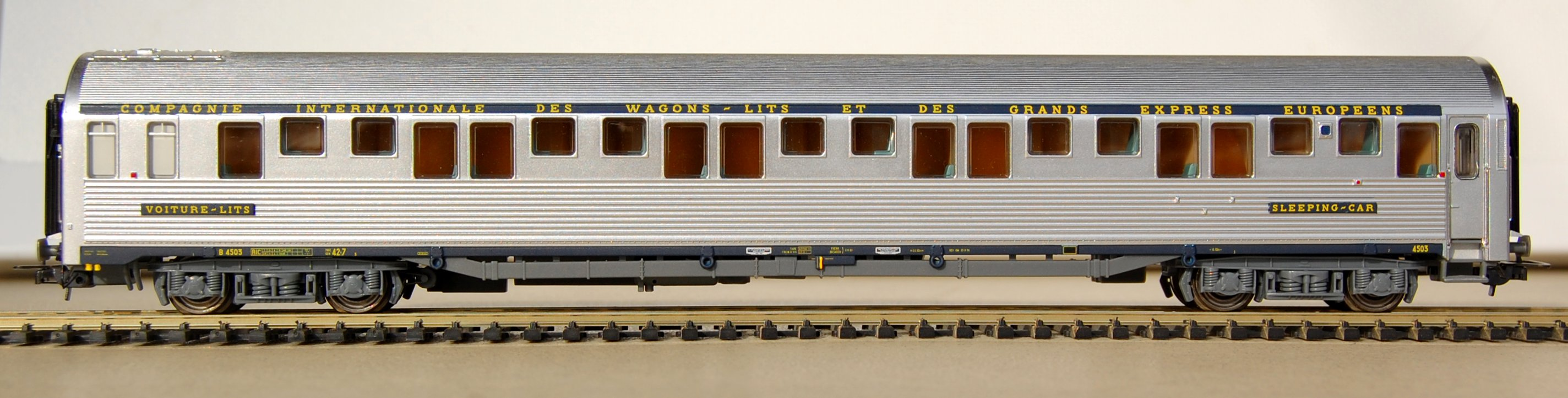
Modèle réduit de la voiture-lits type P de la CIWL.

En 1945, le matériel de la compagnie a subi de très lourdes pertes, dues à la guerre. La reconstruction commence dans un monde qui a changé.
De 1955 à 1957, les nouveaux wagon-lits de l'après-guerre sont lancés ; le « P » est tout en inox, selon le procédé américain de « Budd » ; par ailleurs, les nouveaux wagons-lits Hansa, construits en Allemagne pour « réparation de guerre », sont réceptionnés.
En 1957, lancement du réseau des Trans-Europ-Express (TEE), ces trains de prestige modernes qui relieront entre elles, pendant trente ans, près de deux cents grandes villes européennes, avant l'arrivée du TGV. La Compagnie des wagons-lits est partie prenante dans cette entreprise, assurant le service à bord pour la majorité des trains.
En 1967, s'étant diversifiée dans l'hôtellerie et le tourisme, elle transforme sa raison sociale en « Compagnie internationale des wagons-lits et du tourisme » (abrégé en CIWLT)
En 1968, la compagnie lance la révolutionnaire voiture-lits T2 qui permet à la clientèle de seconde classe, pour la première fois, de voyager en couple. Le succès sera tel qu'en moins d'une décennie le nombre de voyageurs « Wagons-Lits » en France atteindra le million annuel. Ce sera aussi le dernier matériel construit directement par la compagnie.
En 1969, création d'une nouvelle chaîne hôtelière économique, « Etap Hôtels », renommé « Ibis Budget » dans les années 2010.
En 1970, CIWLT et le groupe Nestlé créent l'entreprise de restauration« Eurest »,.
En 1971, elle se recentre sur les prestations de services et revend son parc de voitures, à l'exception des voitures historiques, à la SNCF et aux autres compagnies européennes de chemins de fer. Un pool européen est alors créé pour assurer les services de voitures-lits, dénommé Trans-Euro-Nuit (TEN) sorte de pendant nocturne aux trains de jour Trans-Europ-Express (TEE). Étant choisie pour assurer le service à bord, pour la majorité des lignes, la Compagnie maintient l'image de marque de qualité liée aux wagons-lits. L'essor de la réservation électronique, généralisée progressivement dans toutes les gares, permet la promotion du voyage en voiture-lits, soutenue par des campagnes publicitaires. Ce sera une grande période pour la Compagnie, dégagée désormais de la construction du matériel. Son activité d'entretien de matériel ferroviaire continuera néanmoins jusqu'en 2001, où elle sera finalement cédée aux chemins de fer.
En 1975, elle crée un autre chaîne hôtelière, de catégorie intermédiaire, les hôtels Arcade (du nom de la rue de l'Arcade, alors siège parisien) qui sont ensuite appelés « Hôtels Ibis ».
En 1976, elle célèbre son centenaire avec faste. La Compagnie des wagons-lits se voit aussi confier à cette époque la restauration ferroviaire à bord des trains régionaux et lignes transversales ne passant pas par Paris (axes Rennes - Nice via Toulouse, Lyon - Bordeaux via Limoges, Toulouse - Lyon via Montpellier, etc.). Elle crée à cette occasion une filiale SOREFI (SOciété de Restauration Ferroviaire Inter-régionale).
En 1981, l’arrivée du TGV va révolutionner le monde des transports. La Compagnie des wagons-lits est choisie pour assurer le service à bord (voiture-bar et restauration à la place en première classe. La Compagnie des wagons-lits crée à cette occasion une filiale SORENOLIF (pour « Société de restauration de la nouvelle ligne ferroviaire »). Le nom commercial est « Service 260 », en référence à la vitesse en exploitation du TGV en 1981. Ce nom commercial est abandonné quelques années plus tard au profit du nom générique « Wagons-Lits », la vitesse commerciale du TGV étant passée à 270 km/h puis à 300 km/h quelques années après, qui rend l'appellation « Service 260 » obsolète.
En 1982, des voitures restaurées dans les ateliers S.N.C.B. d'Ostende sont exposées à l'intention du public à Bruxelles et à Paris avant d'être affectées à la ligne du Venise-Simplon-Orient-Express.
Le 12 janvier 1989, Sodexho entre au capital de CIWLT à hauteur de 17,5%.
En 1991, la Compagnie des wagons-lits, dont le siège est à Bruxelles, au boulevard Clovis, 51-53, est rachetée par le groupe Accor qui désormais gère directement les hôtels de la compagnie, qui devient ainsi française.
Aujourd'hui, la compagnie s'est recentrée sur son activité traditionnelle, voitures-lits (et voitures-couchettes) ainsi que les services de restauration à bord des trains, en France et en Europe.
Outre ses activités sur les trains de jour et de nuit réguliers, la Compagnie des wagons-lits a organisé des dîners-voyages et des circuits à la carte, sous le label « Pullman-Orient-Express » avec un train composé de sept voitures datant des années 1920, restaurées en 2003 (quatre sont classées monuments historiques) : une voiture-bar, une voiture bar-restaurant, trois voitures-restaurant et deux voitures-salon. Avec la crise, la fréquentation du Pullman-Orient-Express a marqué une baisse certaine et le groupe Accor a décidé la vente de ce train, cédé en 2011 à la SNCF qui l'exploite désormais.

## Perte de marchés en France et redressement
Le 9 décembre 2007, après une cascade de suppressions dans les années 2000, les trois derniers services nationaux de voitures-lits, le Train bleu et le Lorazur (respectivement de Paris et l'Est vers le Sud-Est) ainsi que le Val de Durance (Paris-Hautes-Alpes) disparaissent, condamnés au profit du TGV. Les services internationaux de voitures-lits transitant par la France n'ont pas été touchés par ces suppressions.
Les voitures-lits SNCF ont été vendues d'occasion aux chemins de fer grecs (« Amitié-Express » Salonique - Istanbul) serbes et monténégrins (trains autos-couchettes Belgrade - Bar) et aux chemins de fer marocains (« Train-Hôtel » Casablanca - Rabat - Fès - Oujda - frontière algérienne). Deux voitures-lits SNCF de type T2 ont toutefois été conservées pour la location (particuliers ou trains spéciaux).
Exception en Europe, la France a été de 2008 à 2015 le seul grand pays du continent à ne plus exploiter de lignes intérieures de voitures-lits[réf. nécessaire] alors que ses voisins investissaient dans du matériel neuf. Cette situation a changé avec la réintroduction d'un service de voitures-lits dénommé « Service première classe » entre Paris et Nice, assuré par du matériel de construction Siemens, propriété des Chemins de fer russes et affrété par la SNCF, depuis le 2 juillet 2016, et pourrait encore évoluer avec la perte du monopole, imposée par l'Union européenne.
En 2009, le renouvellement de la concession des services de restauration en France a profité principalement à une société italienne, Cremonini, proposant des tarifs plus économiques mais des prestations de niveau inférieur (gobelets et couverts en plastique). Une très longue grève ainsi que l'annonce rapide d'un déficit d'exploitation record ont provoqué une renégociation ultérieure de cette concession, en 2013.
La compagnie, avec l'obtention successive, en 2010, du contrat de restauration sur les TGV-Est et Alleo (France-Allemagne hors Thalys) et celui du service à bord des nouveaux trains de nuit Thello France-Italie, puis, en 2013, sur l'ensemble des TGV et Intercités, marque un retour en force sur le marché ferroviaire français.
La Compagnie des wagons-lits assure le service à bord du nouveau réseau de trains de nuit Nightjet, créé par les Chemins de fer autrichiens, qui ont repris une partie des lignes CNL allemandes supprimées en décembre 2016.

## Chronologie de la création des trains de luxe de la Compagnie des wagons-lits
La présente chronologie est, pour l'essentiel, issue de l'ouvrage de Vladimir Fédorovski, Le Roman de l'Orient Express, édité en 2006.
- 1883 : Orient-Express
- 1887 : Sud-Express
- 1890 : Bombay Express (voir : Malle_des_Indes)
- 1890 : Peninsular and Oriental Express
- 1890 : Malle des Indes
- 1890 : Rome-Express
- 1894 : Ostende Vienna Express
- 1896 : Vienna Nice Express
- 1896 : Nord Express
- 1898 : Le Caire - Louxor Express
- 1900 : New York Express[5].
- 1900 : Riviera Express
- 1900 : Transatlantic Express
- 1904 : Oberland Leman Express
- 1908 : Rome Florence Cannes Express
- 1909 : Andalousie Express
- 1919 : Paris-Prague Express
- 1919 : Simplon-Orient-Express
- 1921 : Transmanchourian Express
- 1922 : Le Train bleu
- 1926 : La Flèche d'or
- 1927 : L'Étoile du Nord
- 1927 : London Vichy Pullman Express
- 1929 : L'Oiseau Bleu
- 1929 : Côte d'Azur Rapide
- 1929 : Star of Egypt
- 1929 : Taurus Express
- 1929 : Sunshine Pullman Express
- 1931 : Golden Mountain Express
- 1936 : Train-Ferry (Night_Ferry) direct Paris-Londres
- 1940 : Maroc Express
- 1950 : Mistral
- 1957 : Trans-Europ-Express
- 1962 : Simplon-Express
- 1962 : Direct-Orient-Express
- 1982 : Venise-Simplon-Orient-Express
- 2010 : Danube-Express